# Д’Оливера, Луиза
 Луиза Д’Оливера  (англ. Luisa D'Oliveira ; род. 6 октября 1986, Ванкувер) — канадская актриса, известная своими телевизионными ролями в сериалах «Сверхъестественное», «Ясновидец», «Хорошая жена», «Адские кошки», Тайный круг, «Несломленные», «Копы-новобранцы», «Мотив», «100».

## Фильмография
| Кино        | Кино                              | Кино                                               | Кино                     | Кино                                        |
| Год         | Русское название                  | Оригинальное название                              | Роль                     | Примечание                                  |
| ----------- | --------------------------------- | -------------------------------------------------- | ------------------------ | ------------------------------------------- |
| 2007        |                                   | The Vent                                           | Элизабет                 | короткометражный                            |
| 2009        | Инсценированный разрыв            | The Break-Up Artist                                | Маруся                   |                                             |
| 2009        |                                   | Fragile                                            | Ана                      | короткометражный                            |
| 2010        | Перси Джексон и Похититель молний | Percy Jackson & the Olympians: The Lightning Thief | девушка Афродиты         |                                             |
| 2011        | Жизнь прекрасна                   | 50/50                                              | Аджабелль                |                                             |
| 2011        | Элвин и бурундуки 3               | Alvin and the Chipmunks: Chipwrecked               | Тесса                    |                                             |
| 2013        | Посылка                           | The Package                                        | портье                   |                                             |
| 2014        | Что тебя не убивает               | What Doesn’t Kill You                              | офицер полиции           | короткометражный                            |
| 2015        | Гризли                            | Into the Grizzly Maze                              | Зоуи                     |                                             |
| Телевидение |                                   |                                                    |                          |                                             |
| Год         | Русское название                  | Оригинальное название                              | Роль                     | Примечание                                  |
| 2008        | Сверхъестественное                | Supernatural                                       | Дженни                   | эпизод 04.07 «Большая тыква, Сэм Винчестер» |
| 2008        | Охранник                          | The Guard                                          | Киерра                   | эпизод 2.07 " Fistful of Rain "             |
| 2009        | Ясновидец                         | Psych                                              | Сисси                    | эпизод 3.15 «Вторник 17-е»                  |
| 2009        | В поисках шторма                  | Storm Seekers                                      | Палома                   | ТВ                                          |
| 2009        | Незнакомец с моим лицом           | Stranger with My Face                              | Нэт Колсон               | ТВ                                          |
| 2009        | Хорошая жена                      | Sandra Pai                                         | Сандра Пай               | эпизод 01.01 «Пилот»                        |
| 2009        | Ледяной шторм                     | Ice Twisters                                       | Эшли                     | ТВ                                          |
| 2011        | Адские кошки                      | Hellcats                                           | Мередит                  | Эпизод: «Remember When»                     |
| 2011        |                                   | To the Mat                                         | Элизабет Сатклифф        | ТВ                                          |
| 2011        | Ужас из недр                      | The Terror Beneath                                 | Кейт                     | ТВ                                          |
| 2011        | Тайный круг                       | The Secret Circle                                  | Симона                   | эпизод 1.06 " Пробуждение "                 |
| 2012        | Грянет буря                       | Mega Cyclone                                       | Меган МакГрегор          | ТВ                                          |
| 2012        | Лохмотья                          | Rags                                               | диджей                   | ТВ                                          |
| 2012        | Отбор                             | The Selection                                      | Фиона                    | ТВ                                          |
| 2013        | Несломленные                      | Cracked                                            | детектив Поппи Вишневски | основной состав (21 эпизод)                 |
| 2014        | Копы-новобранцы                   | Rookie Blue                                        | Эсси                     | эпизод 5.05 «Под прикрытием»                |
| 2015        | Мотив                             | Motive                                             | Мария Сноу               | 3 сезон (8 эпизодов)                        |
| 2015 — 2020 | 100                               | The 100                                            | Эмори                    | 2 — 7 сезон (22 эпизода)                    |
| 2016        | Любовь без участия                | Love on the Sidelines                              | Пэтти                    | ТВ                                          |

## Награды и Номинации
| Год  | Награда    | Номинация      | Номинированная работа | Результат |
| ---- | ---------- | -------------- | --------------------- | --------- |
| 2014 | UBCP Award | Лучшая актриса | Несломленные          | Номинация |